# Chamoux-sur-Gelon
Chamoux-sur-Gelon és un municipi francès situat al departament de la Savoia i a la regió d'Alvèrnia-Roine-Alps. L'any 2007 tenia 814 habitants.

## Demografia

### Població
El 2007 la població de fet de Chamoux-sur-Gelon era de 814 persones. Hi havia 334 famílies de les quals 110 eren unipersonals (63 homes vivint sols i 47 dones vivint soles), 82 parelles sense fills, 118 parelles amb fills i 24 famílies monoparentals amb fills.
La població ha evolucionat segons el següent gràfic:
Habitants censats

### Habitatges
El 2007 hi havia 449 habitatges, 347 eren l'habitatge principal de la família, 34 eren segones residències i 69 estaven desocupats. 324 eren cases i 124 eren apartaments. Dels 347 habitatges principals, 229 estaven ocupats pels seus propietaris, 114 estaven llogats i ocupats pels llogaters i 4 estaven cedits a títol gratuït; 3 tenien una cambra, 38 en tenien dues, 73 en tenien tres, 106 en tenien quatre i 126 en tenien cinc o més. 245 habitatges disposaven pel capbaix d'una plaça de pàrquing. A 145 habitatges hi havia un automòbil i a 148 n'hi havia dos o més.

### Piràmide de població
La piràmide de població per edats i sexe el 2009 era:
| Homes | Edats   | Dones |
| ----- | ------- | ----- |
| 0     | 95 o +  | 0     |
| 8     | 90 a 94 | 4     |
| 12    | 85 a 89 | 16    |
| 8     | 80 a 84 | 8     |
| 20    | 75 a 79 | 20    |
| 16    | 70 a 74 | 16    |
| 12    | 65 a 69 | 24    |
| 12    | 60 a 64 | 20    |
| 8     | 55 a 59 | 12    |
| 28    | 50 a 54 | 16    |
| 28    | 45 a 49 | 24    |
| 20    | 40 a 44 | 20    |
| 28    | 35 a 39 | 28    |
| 24    | 30 a 34 | 32    |
| 16    | 25 a 29 | 8     |
| 16    | 20 a 24 | 16    |
| 16    | 15 a 19 | 32    |
| 28    | 10 a 14 | 36    |
| 40    | 5 a 9   | 4     |
| 4     | 0 a 4   | 16    |

## Economia
El 2007 la població en edat de treballar era de 510 persones, 369 eren actives i 141 eren inactives. De les 369 persones actives 351 estaven ocupades (185 homes i 166 dones) i 19 estaven aturades (7 homes i 12 dones). De les 141 persones inactives 49 estaven jubilades, 45 estaven estudiant i 47 estaven classificades com a «altres inactius».

### Ingressos
El 2009 a Chamoux-sur-Gelon hi havia 367 unitats fiscals que integraven 874 persones, la mediana anual d'ingressos fiscals per persona era de 18.767 €.

### Activitats econòmiques
Dels 54 establiments que hi havia el 2007, 6 eren d'empreses extractives, 1 d'una empresa alimentària, 2 d'empreses de fabricació d'altres productes industrials, 8 d'empreses de construcció, 12 d'empreses de comerç i reparació d'automòbils, 3 d'empreses de transport, 2 d'empreses d'hostatgeria i restauració, 1 d'una empresa d'informació i comunicació, 3 d'empreses financeres, 4 d'empreses de serveis, 7 d'entitats de l'administració pública i 5 d'empreses classificades com a «altres activitats de serveis».
Dels 17 establiments de servei als particulars que hi havia el 2009, 1 era una oficina d'administració d'Hisenda pública, 1 oficina de correu, 2 oficines bancàries, 2 funeràries, 1 taller de reparació d'automòbils i de material agrícola, 1 establiment de lloguer de cotxes, 1 paleta, 3 guixaires pintors, 2 lampisteries, 1 electricista i 2 perruqueries.
Dels 6 establiments comercials que hi havia el 2009, 1 era una botiga de menys de 120 m², 1 una fleca, 1 una carnisseria, 1 una llibreria, 1 una botiga de material esportiu i 1 una floristeria.
L'any 2000 a Chamoux-sur-Gelon hi havia 10 explotacions agrícoles que ocupaven un total de 384 hectàrees.

## Equipaments sanitaris i escolars
L'únic equipament sanitari que hi havia el 2009 era una farmàcia.
El 2009 hi havia 1 escola maternal i 1 escola elemental integrada dins d'un grup escolar amb les comunes properes formant una escola dispersa.

## Poblacions més properes
El següent diagrama mostra les poblacions més properes.